# Gyrodactylidae
Gyrodactylidae vormen een familie van parasitaire platwormen (Plathelmintes). Er zijn zes geslachten in deze familie.
- Familie Gyrodactylidae
  - Geslacht Archigyrodactylus
  - Geslacht Gyrodactyloides
  - Geslacht Gyrodactylus (huidworm bij vissen)
  - Geslacht Micropolyclithrum
  - Geslacht Polyclithrum
  - Geslacht Swingleus